# Nordmünsterland. Forschungen und Funde
Nordmünsterland. Forschungen und Funde ist eine regionalgeschichtliche Zeitschrift, die seit 2014 von der 2012 gegründeten Forschungsgemeinschaft zur Geschichte des Nordmünsterlandes e.V. herausgegeben wird.
Die Redaktion besteht aus Christof Spannhoff und Sebastian Kreyenschulte.
Die Bände 1 und 2 sind im  Verlag Monsenstein und Vannerdat, Münster, erschienen, ab Band 3 erscheint die Zeitschrift im Lippe Verlag aus Lage/Lippe.

## Themen der Reihe
Schwerpunkt der bisherigen Bände war die Ortsnamenforschung, wie der Abdruck kommentierter Quellen aus unterschiedlichen Epochen. Weiterhin werden Untersuchungen etwa zum Schützenwesen des Nordmünsterlandes oder Examensarbeiten abgedruckt, wobei sich die Themen zunehmend zeitlich dem 20. Jahrhundert, einschließlich NS-Zeit, annähern.